# Valgeir Lunddal
Valgeir Lunddal Friðriksson (* 24. September 2001) ist ein isländischer Fußballspieler, der aktuell bei Fortuna Düsseldorf und der isländischen Nationalmannschaft spielt.

## Karriere

### Verein
Valgeir Lunddal Friðriksson begann seine fußballerische Ausbildung bei Fjölnir Reykjavík, wo er bis 2018 nur in der Jugend spielte. Am 28. April 2018 (1. Spieltag) debütierte er gegen den KA Akureyri in der Startelf in der Pepsideild. In der Saison 2018 kam er zu elf Ligaeinsätzen für den abstiegsbedrohten Klub aus Reykjavík. Kurz nach Beginn der neuen und nach dem Abstieg seines Exvereins wechselte er zum Stadtkonkurrenten Valur Reykjavík. Sein Vereinsdebüt gab er erst am 28. September 2019 (22. Spieltag) gegen den HK Kópavogs, als er kurz vor Abpfiff in die Partie kam. In der Liga war dies jedoch sein einziger Saisoneinsatz 2019. Am 8. Juli 2020 (5. Spieltag) schoss er gegen Víkingur Reykjavík seine ersten beiden Tore im Profibereich, als seine Mannschaft einen deutlichen 5:1-Sieg einfahren konnte. In der Spielzeit 2020 spielte er 15 Mal in der Liga und traf dreimal. Zudem wurde er mit Valur isländischer Meister.
Im Januar 2021 verließ er Island und wechselte zum schwedischen Erstligisten BK Häcken. Am 11. April 2021 (1. Spieltag) stand er gegen den Halmstads BK bei einer 0:1-Niederlage in der Startelf und debütierte damit in der Allsvenskan.
Im August 2024 wechselte er zu Fortuna Düsseldorf.

### Nationalmannschaft
Von 2016 bis 2018 kam Valgeir Lunddal Friðriksson insgesamt zu sechs Einsätzen für diverse Juniorenteams der Isländer. Mit der U21-Mannschaft spielte er insgesamt zweimal, darunter einmal bei der U21-EM 2021, wo die Isländer in der Gruppenphase ausschieden.
Am 4. Juni 2021 debütierte er in einem Freundschaftsspiel gegen Färöer bei einem 1:0-Sieg in der Startelf stehend für die A-Nationalmannschaft der Isländer.

## Erfolge
Valur Reykjavík
- Isländischer Meister: 2020

BK Häcken
- Schwedischer Meister: 2022
- Schwedischer Pokalsieger: 2023